# نورمحمد کندی علیا
نورمحمد کندی علیا، روستایی در دهستان اصلاندوز شرقی بخش مرکزی شهرستان اصلاندوز در استان اردبیل ایران است.

## جمعیت
بر پایه سرشماری عمومی نفوس و مسکن در سال ۱۳۹۵، جمعیت این روستا برابر با ۴۹۸ نفر (۱۵۲ خانوار) بوده‌است.